# Heiligenkirchen

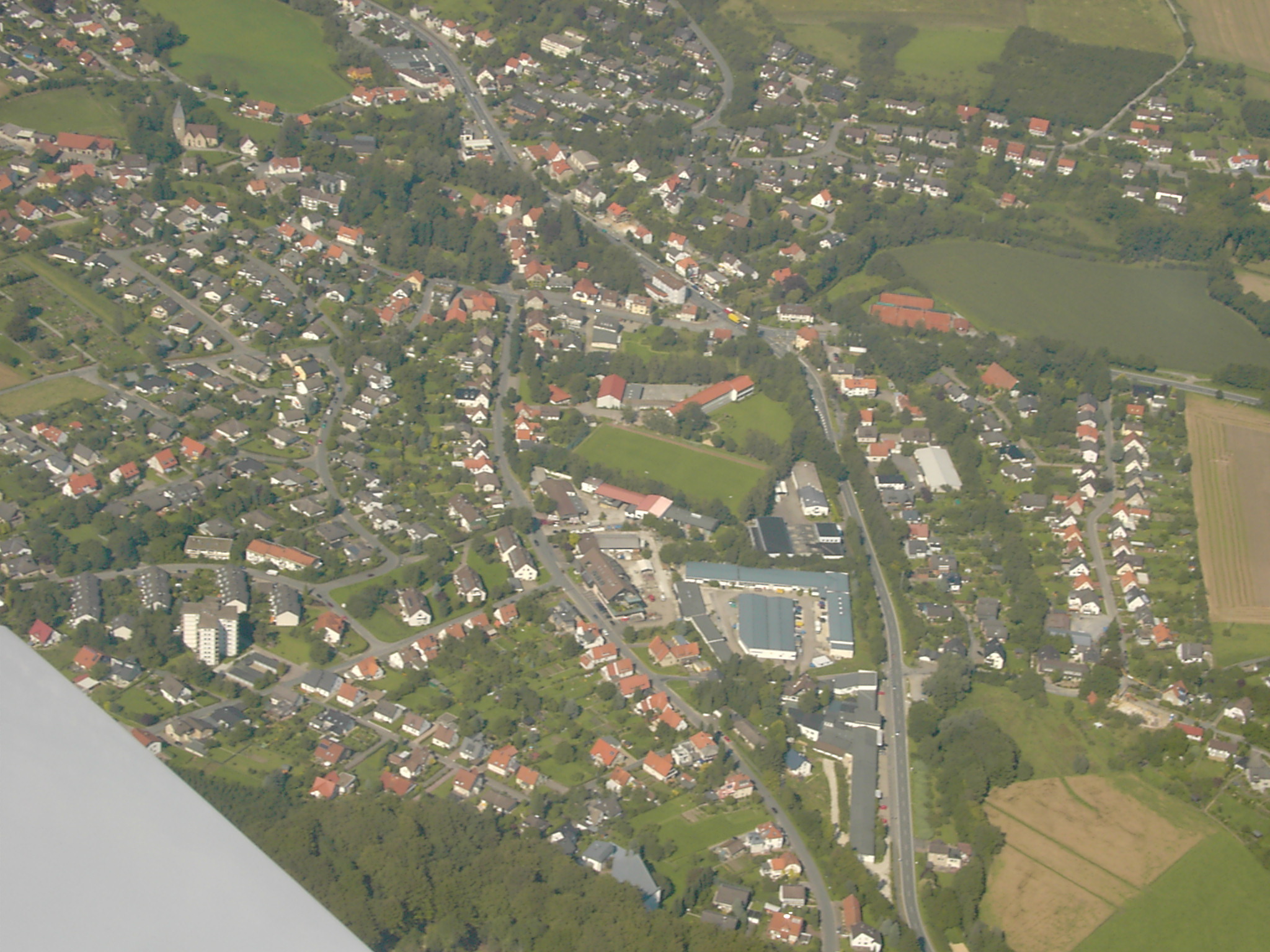
Heiligenkirchen von oben

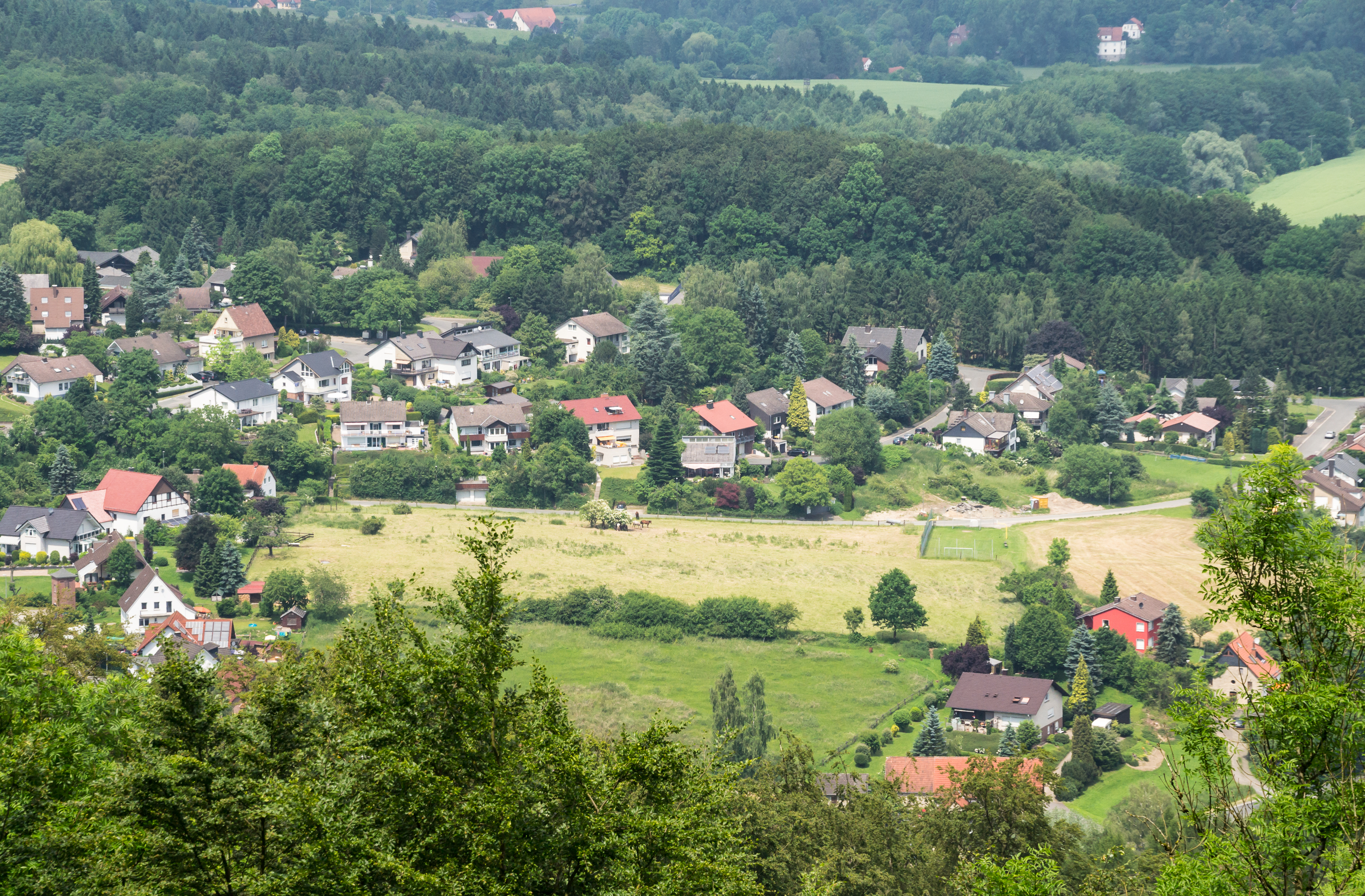
Blick in den Schling

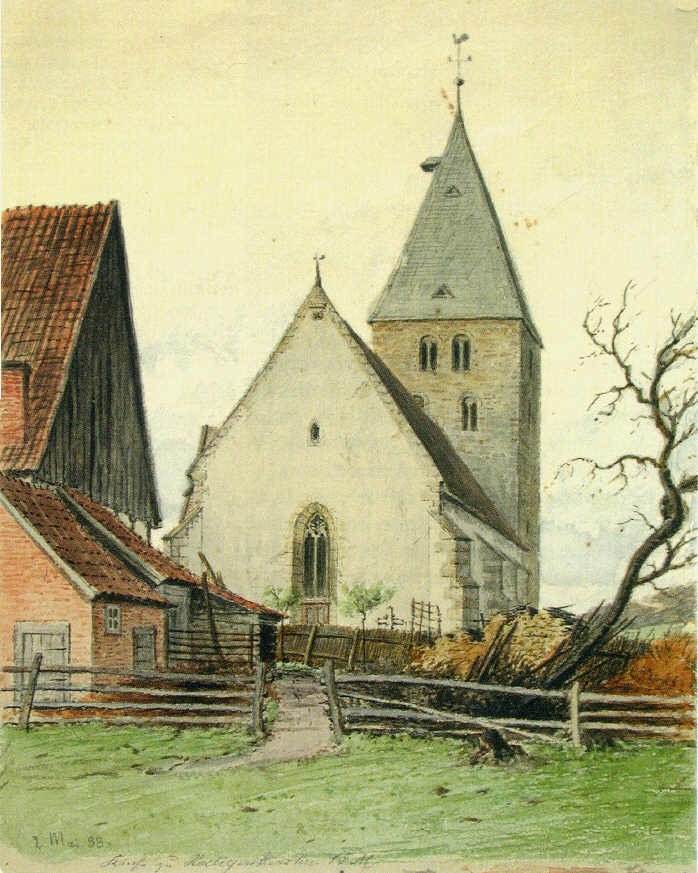
Die romanische Kirche um 1863, gemalt von Emil Zeiß

Heiligenkirchen ist ein Ortsteil von Detmold im nordrhein-westfälischen Kreis Lippe in Deutschland.

## Geographie
Der rund zehn Quadratkilometer große Ort liegt etwa drei Kilometer südlich des Detmolder Stadtzentrums, zwischen den anderen – im Uhrzeigersinn – Ortsteilen Hiddesen, Detmold-Süd, Hornoldendorf und Berlebeck.

## Geschichte
Heiligenkirchen wird urkundlich erstmals 1015 vom Paderborner Bischof Meinwerk mit den Formen Halogokircan, Halogokircun erwähnt. Der Sage nach wurde die ursprüngliche Kirche, eine Kapelle, auf Veranlassung Karls des Großen als Stiftung nach einer gewonnenen Schlacht im Jahr 783 erbaut.
Dem lippischen Regenten Bernhard II. gehörte im 12. Jahrhundert ein Erbhof in der Siedlung und im ältesten lippischen Schatzregister ist nachzulesen, dass es im Kirchspiel Hilgenkerken vier Meierhöfe und fünfzehn weitere Kolonaten gab.
Durch die Lage am Weg zwischen Detmold und Paderborn über die Gauseköte wurde Heiligenkirchen in Kriegszeiten häufig von durchziehenden Truppen heimgesucht, so in der Eversteinschen Fehde (1403–1407), in der Soester Fehde (1444–1449) und im Dreißigjährigen Krieg (1618–1648).
Im Jahr 1571 wies Simon VII. seine Untertanen an, in allen Flecken und Dörfern Schulen einzurichten. Die Bürger Heiligenkirchens widersetzten sich der landesherrlichen Anordnung und richteten die erste Schule erst 1664 ein. 1865 wurde auf dem Teuthof eine Sozialanstalt für Mädchen eingerichtet, das Sophienheim, das alsbald überfüllt war und erweitert werden musste.
Am 19. Januar 1767 ereignete sich in Heiligenkirchen ein Erdbeben. Pastor Wessel notierte im Lagerbuch der Pfarre Heiligenkirchen: Anno 1767, d. 19. Jan. Morgends glokke 9 war ein starkes Erdbeben, es wurde den 25ten Jan. ein Bättag gehalten.
Im 20. Jahrhundert fuhr jahrzehntelang die Straßenbahn von Detmold nach Berlebeck durch die Gemeinde.
1935 wurde der Schling eingemeindet. Im Zuge der nordrhein-westfälischen Kommunalreform wurde Heiligenkirchen am 1. Januar 1970 in die Stadt Detmold eingemeindet.

### Einwohnerentwicklung
Bis zum 18. Jahrhundert betrug die Bevölkerungszahl zwischen 150 und 200 Einwohner, erst danach stieg sie deutlich an. Heute (Stand August 2006) wohnen in Heiligenkirchen insgesamt 3617 Bürger.

## Politik
Ortsbürgermeister ist derzeit Rainer Friedrich (SPD), die Vertreter im Stadtrat sind Harald Matz und Rainer Friedrich, ebenfalls beide SPD.

## Öffentliche Einrichtungen
- Kirchlicher Kindergarten
- Öffentliche Grundschule
- Evangelische Kirche

Die heutige evangelisch-reformierte romanische Dorfkirche wurde im 11. oder 12. Jahrhundert errichtet, im Krieg 1404–1407 zerstört und mit gotischen Stilelementen wiederaufgebaut, ohne ihren ursprünglichen Charakter zu verlieren. In den 1960er-Jahren erfolgte eine umfangreiche archäologische Untersuchung und Sanierung mit einer neuen Inneneinrichtung, unter anderem Orgel und Gestühl, sowie Kanzel, Altar und einem von Karl Ehlers gestalteten Taufbecken aus Sandstein.
- Freibad, gemeinsam mit Berlebeck betrieben
- Apotheke
- Sparkasse
- Postagentur
- Tankstelle
- einige Geschäfte
- mehrere Gaststätten
- Sportverein
- Tennisclub
- Heimat- und Verkehrsverein, der das Dorfgemeinschaftshaus „CulturCafe“ betreibt.

## Sehenswürdigkeiten
Heute ist Heiligenkirchen besonders wegen des Vogelparks bekannt. Heiligenkirchen ist staatlich anerkannter Luftkurort. Das Hermannsdenkmal und das Westfälische Freilichtmuseum sind von Heiligenkirchen aus zu Fuß erreichbar. Das älteste erhaltene Fachwerkhaus stammt aus dem Jahr 1573 und steht auf dem Teuthof. Informationen zu allen vor 1925 entstandenen Häusern findet man im Lippe-Häuser-Wiki.
Zwischen Heiligenkirchen-Mitte und Detmold wurde mit der 1900 in Betrieb genommenen Straßenbahnlinie am Südwesthang des Büchenberges mit Blick auf das Hermannsdenkmal die Villenkolonie Friedrichshöhe errichtet, die bereits vor dem Ersten Weltkrieg mehr Villen als Heiligenkirchen Bauernhöfe aufwies.

## Söhne und Töchter von Heiligenkirchen
- August Althaus (1839–1919), Lehrer und Politiker (DFP)
- Peter Lampe (* 1954), Theologe und Historiker, Professor in Heidelberg